# 佐賀県歯科医師会
一般社団法人佐賀県歯科医師会(さがけんしかいしかい 英称 Saga Dental Association）は、佐賀県の歯科医師を会員とする組織。

## 本部所在地
- 〒840-0045 佐賀県佐賀市西田代2-5-24

## 郡市歯科医師会
- 佐賀市歯科医師会 〒840-0045 佐賀市西田代2-5-24
- 神埼地区歯科医師会
- 三養基・鳥栖地区歯科医師会
- 小城・多久歯科医師会
- 唐津東松浦歯科医師会
- 伊万里・有田地区歯科医師会
- 武雄・杵島地区歯科医師会
- 鹿島・藤津歯科医師会